# 702

## Nașteri
- dată necunoscută: Sfântul Filaret  (d. 792)

## Decese
- Chen Zi'ang, poet chinez (n. 661)